# Unterpleichfeld

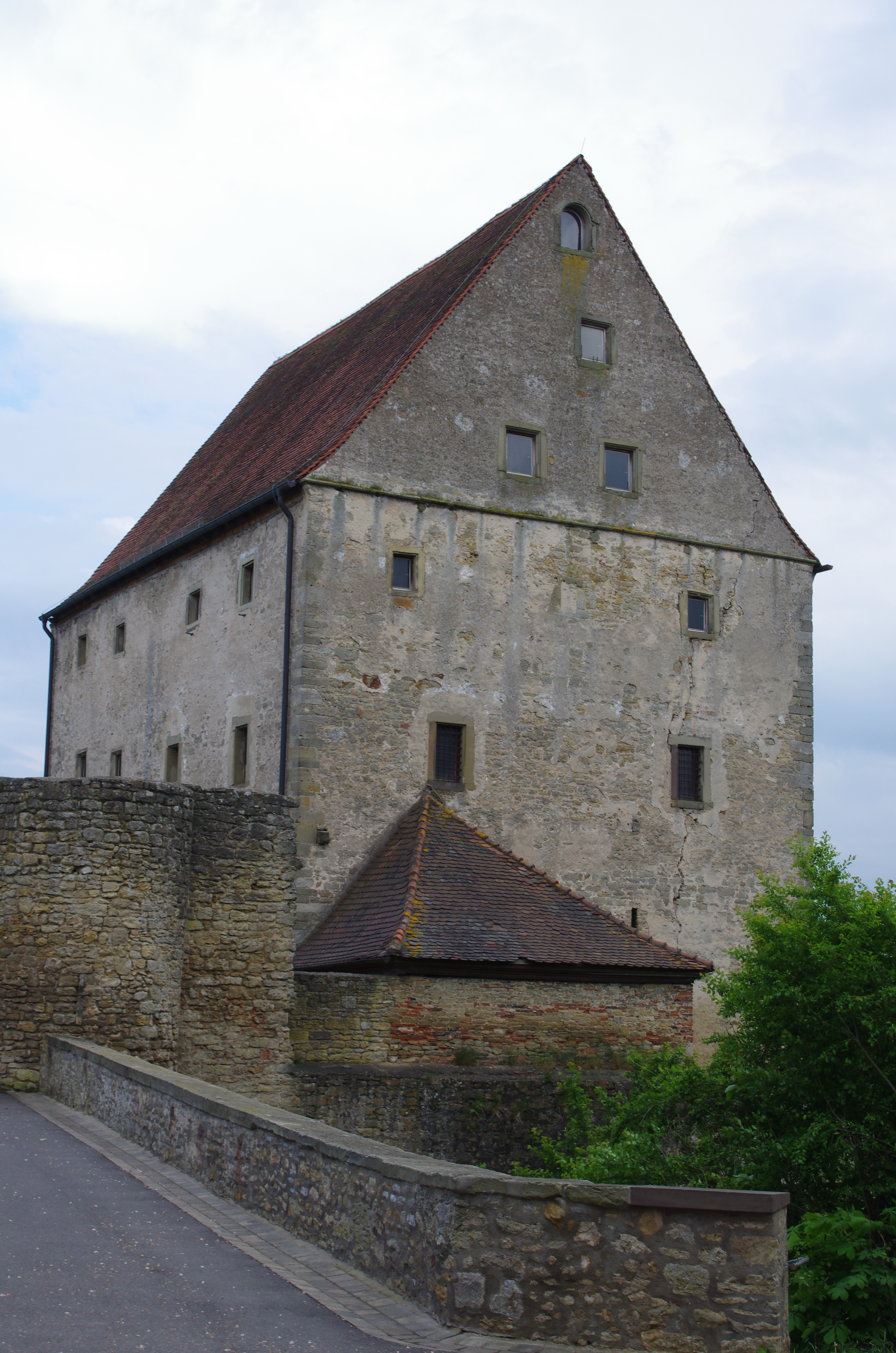
Schloss Burggrumbach

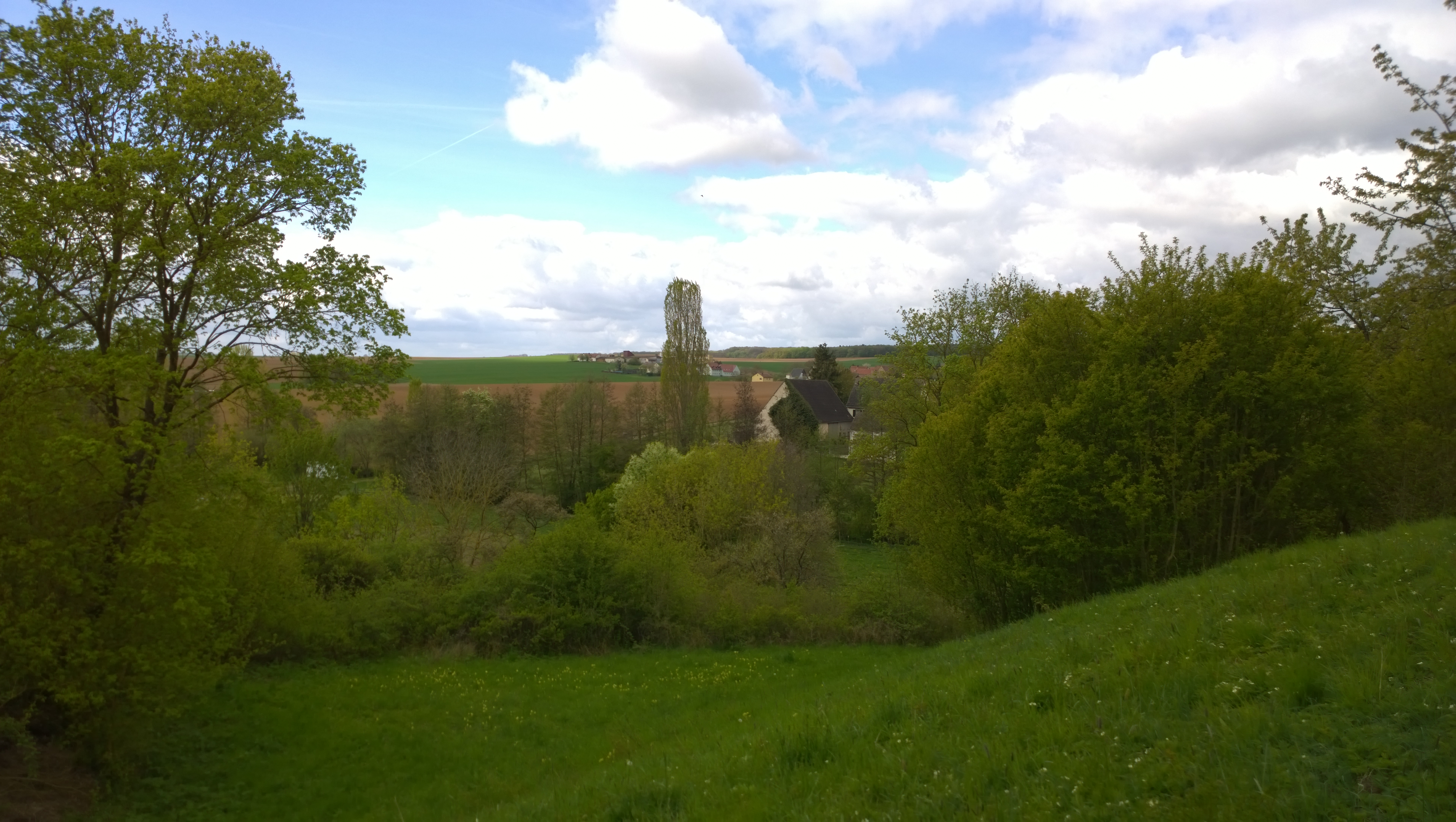
Blick vom Burgstall Erbshausen über den Unterhof (Gemeindeteil von Hausen bei Würzburg) am Grundelbach zum Unterpleichsfelder Gemeindeteil Hilpertshausen

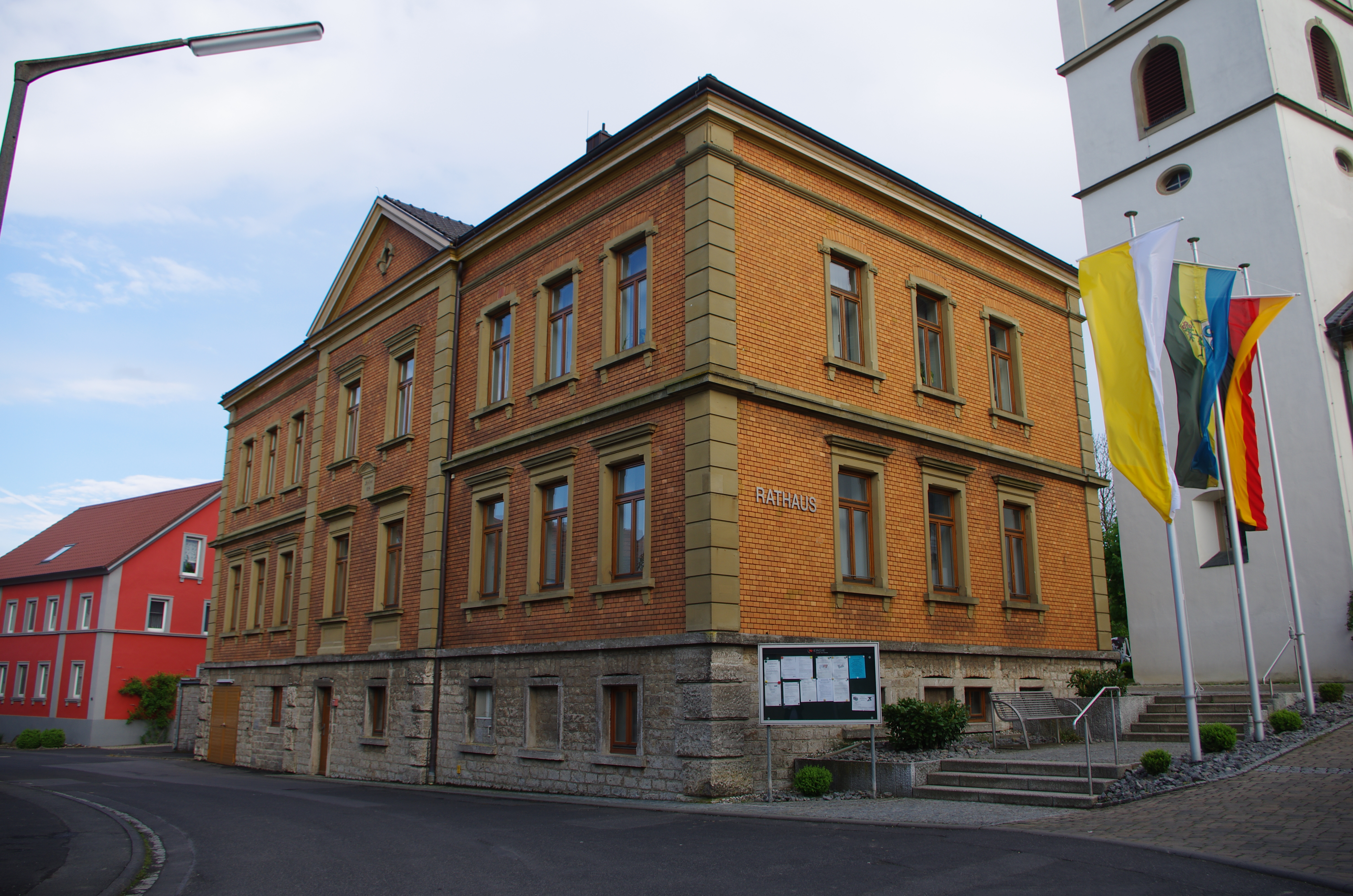
Das ehemalige Schulhaus, heute Rathaus, von Unterpleichfeld

Unterpleichfeld ist eine Gemeinde im unterfränkischen Landkreis Würzburg.

## Geographie

### Geographische Lage
Unterpleichfeld liegt verkehrsgünstig zwischen Würzburg und Schweinfurt, weshalb Unterpleichfeld in neuerer Zeit zu einem bevorzugten Wohnort wurde.

### Gemeindegliederung
Es gibt sechs Gemeindeteile (in Klammern ist der Siedlungstyp angegeben):
- Unterpleichfeld (Pfarrdorf)
- Burggrumbach (Kirchdorf)
- Hilpertshausen (Kirchdorf), früher St. Veit genannt[4]
- Schloßmühle (Einöde)
- Seemühle (Einöde)
- Rupprechtshausen (Kirchdorf)

Es gibt die Gemarkungen Burggrumbach, Hilpertshausen und Unterpleichfeld.

## Geschichte

### Bis zur Gemeindegründung
Unterpleichfeld wurde 752 zum ersten Mal urkundlich erwähnt, als König Pippin der Jüngere dem 1. Würzburger Bischof Burkard den zehnten Teil der Erträge des Pleichfelder Königsgut schenkte.
Die Herren von Grumbach hatten bis 1593 in Burggrumbach und bis 1603 in Unterpleichfeld die Ortsherrschaft inne. Julius Echter von Mespelbrunn (1573–1617 Würzburger Fürstbischof) verlieh Unterpleichfeld eine eigene Dorf- und Gerichtsordnung, nachdem der Ort 1604 an das Hochstift Würzburg (Bürgerspital) gekommen war, das wiederum zum Fränkischen Reichskreis gehörte. Am 13. Oktober 1631 übernachtete der Schwedenkönig Gustav II. Adolf in Schloss zu Unterpleichfeld, bevor er am nächsten Tag mit seinen Truppen nach Würzburg zog und dort die Öffnung der Stadt und die Übergabe der Festung Marienberg forderte. Nach der Schlacht um Würzburg (1796) wurde der Ort von französischen Revolutionstruppen niedergebrannt. Das Hochstift und der zugehörige Ort wurden 1803 zugunsten Bayerns säkularisiert und dann im Frieden von Preßburg (1805) Erzherzog Ferdinand III. von Toskana zur Bildung des Großherzogtums Würzburg überlassen, mit dem es 1814 endgültig an Bayern fiel. Im Jahr 1818 wurde mit dem bayerischen Gemeindeedikt die politische Gemeinde Unterpleichfeld begründet.

### Eingemeindungen
Im Zuge der Gebietsreform in Bayern wurde am 1. Januar 1972 die Gemeinde Hilpertshausen und am 1. Juli 1972 die Gemeinde Burggrumbach eingegliedert.

### Einwohnerentwicklung
- 1961: 1755 Einwohner
- 1970: 1999 Einwohner
- 1987: 2376 Einwohner
- 1991: 2583 Einwohner
- 1995: 2645 Einwohner
- 2000: 2741 Einwohner
- 2005: 2779 Einwohner
- 2010: 2821 Einwohner
- 2015: 3041 Einwohner
- 2023: 3243 Einwohner

Im Zeitraum 1988 bis 2018 stieg die Einwohnerzahl von 2419 auf 3003 um 584 Einwohner bzw. um 24,1 %.
Quelle: BayLfStat

## Politik

### Gemeinderat
Die Gemeinderatswahl 2020 erbrachte folgende Sitzverteilung:
- CSU: 6 Sitze
- Ökologische Liste + SPD: 3 Sitze
- Freie Wähler: 7 Sitze

### Bürgermeister
Erster Bürgermeister ist seit dem 1. Mai 2014 Alois Fischer (Freie Wähler). Er wurde am 15. März 2020 mit 89,0 % der Stimmen für weitere sechs Jahre gewählt.

### Wappen
|                         | Blasonierung: „Gespalten von Gold und Blau; vorne ein schwarzer Mohr mit grünem Federschutz [sic], der in der Rechten einen Strauß mit drei roten Rosen an grünen Stängeln hält; hinten ein silberner, mit drei blauen Ringen belegter Schrägbalken.“ |
| Wappenführung seit 1958 | |

## Kultur und Sport
- Über die Landesgrenzen hinaus bekannt ist unter anderem das traditionelle Krautfest und das in der Höchststufe musizierende Symphonische Blasorchester des am 19. März 1978[10] gegründeten Musikvereins Unterpleichfeld.[11]
- Der Sportverein TSV Unterpleichfeld wurde 1926 gegründet. Er hat ca. 800 Mitglieder und vier Abteilungen; Die 1. Mannschaft der Fußball-Herren spielt seit der Saison 2016/2017 in der Landesliga Nordwest.[12]

Bekannte ehemalige Spieler
- Peter Deißenberger (2006 beim TSV aktiv; ehemaliger Bundesliga-Spieler bei Eintracht Frankfurt)

## Bau- und Bodendenkmäler
- Schloss Burggrumbach
- Burgstall Erbshausen

## Wirtschaft und Infrastruktur

### Wirtschaft einschließlich Land- und Forstwirtschaft
Lange war Unterpleichfeld auch durch seine drei Sauerkrautfabriken bekannt, von denen die letzte 2011 die Produktion einstellte.
2022 gab es 724 sozialversicherungspflichtig Beschäftigte am Arbeitsort, 1515 sozialversicherungspflichtig Beschäftigte am Wohnort und 23 Arbeitslose. Im verarbeitenden Gewerbe gab es keine, im Bauhauptgewerbe vier Betriebe. Im Jahre 2020 gab es 39 landwirtschaftliche Betriebe mit einer landwirtschaftlich genutzten Fläche von 3086 Hektar.

### Verkehr
Der Ort hat durch den Neubau der Bundesstraße 19 an Bedeutung gewonnen, da dadurch eine schnelle Anbindung ohne weitere Ortsdurchfahrten nach Würzburg bzw. auf die A 7 möglich ist.
Unterpleichfeld liegt an den Buslinien 44 (Würzburg – Euerfeld) und 46 (Würzburg – Rieden bzw. Opferbaum).

### Bildung
2023 gab es folgende Einrichtungen:
- Kindergärten: drei mit 285 Kindergartenplätzen und 250 Kindern
- Grund- sowie Mittel-/Hauptschulen: zwei mit 400 Schülern

## Persönlichkeiten

### Söhne und Töchter der Gemeinde
- Lorenz Bauer (1880–1969), Theologe
- Alphonse Streit (1893–1970), römisch-katholischer Ordensmann, Geistlicher und Bischof

### Persönlichkeiten, die im Ort gewirkt haben
- Caspar Ermes (1592–1648), schwedischer Oberst, erhielt 1647 Johann von Sporcks Pfandbesitz in Unterpleichfeld nach dessen Übergang ins kaiserliche Lager geschenkt